# Frits Pirard
Frits Pirard (Breda, 8 de desembre de 1954) és un ciclista neerlandès, que fou professional entre 1978 i 1987. El 1976 va prendre part als Jocs Olímpics d'Estiu de Mont-real. El seu èxit esportiu més important fou una victòria d'etapa al Tour de França de 1983.
El seu germà Frank i la seva filla Christa també foren ciclistes professionals.

## Palmarès
- 1975
  - 1r a la Ster van Zwolle
- 1977
  - Vencedor d'una etapa de l'Olympia's Tour
- 1978
  - 1r a la Ronde van Midden-Nederland
  - 1r a l'Omloop van de Mijnstreek
  - 1r al Circuit du Sud
  - Vencedor d'una etapa del Tour du Hainaut Occidental
- 1979
  -  Campió dels Països Baixos dels 50 km
  - 1r al GP Ouest France-Plouay
  - Vencedor d'una etapa de la Dauphiné Libéré
- 1981
  - Vencedor d'una etapa del Tour del Tarn
- 1983
  - Vencedor d'una etapa del Tour de França
- 1985
  - Vencedor d'una etapa de la Volta a la Comunitat Valenciana
- 1986
  -  Campió dels Països Baixos de puntuació
- 1987
  - 1r al Gran Premi de l'UCB

### Resultats al Tour de França
- 1981. 94è de la classificació general
- 1983. 42è de la classificació general. Vencedor d'una etapa

### Resultats al Giro d'Itàlia
- 1983. 38è de la classificació general
- 1984. 69è de la classificació general
- 1985. 92è de la classificació general.

### Resultats a la Volta a Espanya
- 1979. 54è de la classificació general